# Ayvacık (Çanakkale)
Ayvacık ist eine Stadt und ein Landkreis in der nordwest-türkischen Provinz Çanakkale. Die Kreisstadt liegt etwa 60 km südlich der Provinzhauptstadt Çanakkale an der E-87 (D 550) von Çanakkale nach İzmir. Ende 2020 beherbergte die Stadt 27,7 Prozent der Kreisbevölkerung.

## Der Landkreis
Der Landkreis liegt im Südwesten der Provinz am Ägäischen Meer und grenzt im Norden an die Kreise Ezine und Bayramiç, im Osten an die Provinz Balıkesir (Kreis Edremit).
Im äußersten Südwesten des Kreises liegt mit dem Kap Baba der westlichste Punkt des anatolischen Festlands und damit des Kontinents Asien. Das Gebiet ist bergig, etwa zehn Kilometer westlich der Kreisstadt liegt der mit 672 Metern höchste Berg Kavak Dağı. Ayvacık bildet den südlichen Abschluss des historischen Gebiets der Troas. Im Westen liegt die Ägäis, im Süden der Golf von Edremit (Edremit Körfezi). 
Der Fluss Tuzla Çayı durchfließt den Landkreis in westlicher Richtung und mündet westlich von Tuzla ins Mittelmeer.
4 km östlich der Stadt Ayvacık befindet sich am Tuzla Çayı die 2008 fertiggestellte Ayvacık-Talsperre.
Die Bevölkerungsdichte liegt mit 38 Einwohnern je km² unter dem Provinzdurchschnitt von 55 Einwohnern je km².
Neben der Kreisstadt besteht der Kreis aus einer weiteren Gemeinde (Belediye, Belde): Küçükkuyu mit 10.430 Einwohnern sowie 64 Dörfern (Köy) mit durchschnittlich 218 Bewohnern. Ein Dorf hat mehr als 1000 Einwohner: Gülpınar mit 1227 Einwohnern.

## Sehenswertes

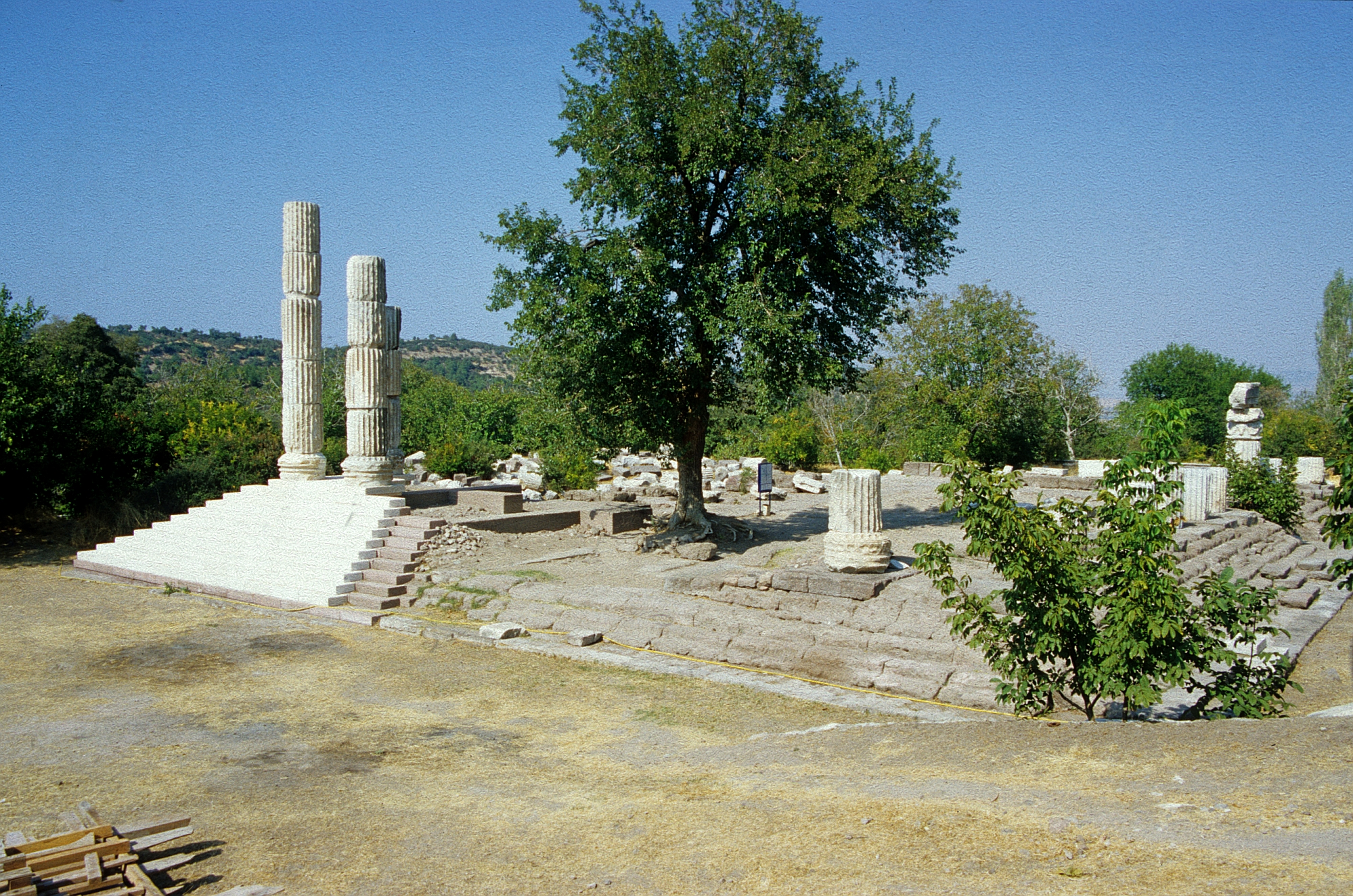
Apollotempel in Chryse

Im Landkreis Ayvacık liegen einige archäologische und historische Sehenswürdigkeiten.
- die antike Stadt Assos an der Südküste.
- am Kap Baba der Ort Babakale mit einer osmanischen Festung.
- bei Gülpınar nordöstlich Babakale die antike Stadt Chryse mit einem Tempel des Apollon Smintheus.
- bei Küçükkuyu an der Südküste auf einem Berg die Reste einer römischen Militärstation, Zeusaltar genannt.